# Mierzanowice
Mierzanowice is een plaats in het Poolse district  Opatowski, woiwodschap Święty Krzyż. De plaats maakt deel uit van de gemeente Wojciechowice en telt 168 inwoners.